# De cultu feminarum
Il De cultu feminarum (dal latino: "Sulla raffinatezza delle donne") è un'opera dello scrittore cristiano Tertulliano. Si compone di due libri originariamente redatti in latino indipendentemente l'uno dall'altro (Libro I: circa 205/6; Libro II: circa 196/7), ma entrambi trattano di moda e gioielli. A partire dal secondo capitolo, il primo libro contiene una lunga digressione sul libro etiopico di Enoc, in cui Tertulliano cerca di dimostrare che esso deve essere stato scritto dall'Enoch biblico.
Nel De cultu feminarum, Tertulliano spiega perché una donna cristiana dovrebbe astenersi dall'indossare gioielli e trucchi. Egli fornisce quattro ragioni:
1. la donna in sé è responsabile della caduta dell'uomo, che era a immagine di Dio. Pertanto, è opportuno indossare abiti da lutto ed evitare qualsiasi tipo di sfarzo;
2. il Libro di Enoch dimostra che i gioielli e lo sfarzo sono di origine diabolica;
3. i gioielli non hanno valore. L'oro e l'argento provengono dalla terra e quindi non possono essere altro che terra. Le pietre preziose e le perle non possono essere utilizzate per nulla di pratico e devono quindi essere prive di valore;
4. tutto deve rimanere come Dio lo ha creato. Non sono ammessi cambiamenti artificiali.

Nell'ottavo capitolo del secondo libro si sottolinea che anche l'uomo deve astenersi da tali arti.
Il De cultu feminarum fornisce informazioni preziose sui gioielli e sulle abitudini di trucco dell'antichità, che Tertulliano descrive in dettaglio. Tertulliano fu accusato di misoginia; la sua teologia morale fu un richiamo per le donne alla pratica della fede secondo il valore delle cose celesti e non di quelle terrene, alle virtù, alla sobrietà, sincerità e continenza, chiamando le donne sorores dilectissimae (sorelle amate/carissime). Numerosi paralleli a questo scritto si trovano nel De habitu virginum ("Sul comportamento delle vergini") di san Cipriano di Cartagine.